# Mons Dieter

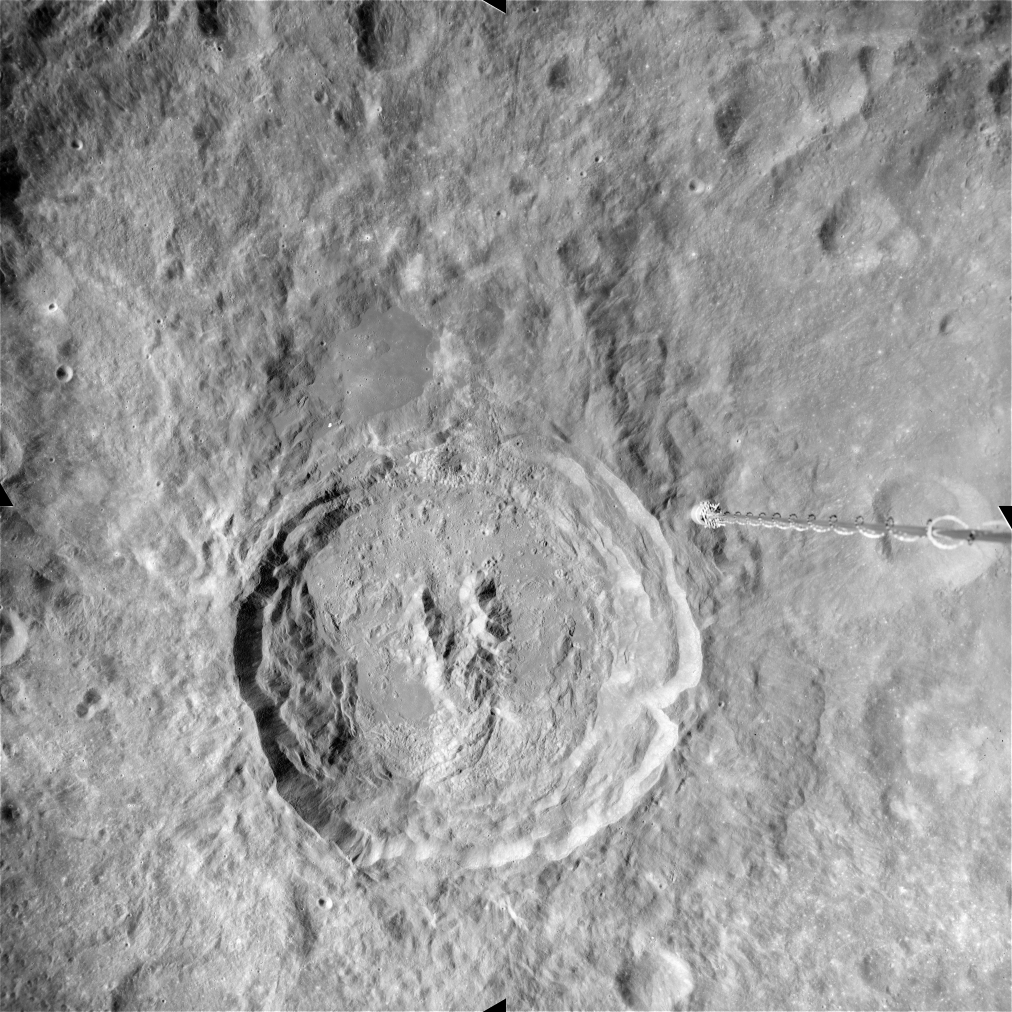
Kráter King. Hora Mons Dieter se nachází v centrálním pohoří.

Mons Dieter je hora nacházející se uvnitř kráteru King (společně s dalšími vrcholy Mons André, Mons Ardeshir, Mons Dilip, Mons Ganau) na odvrácené straně Měsíce. Leží v centrálním pohoří kráteru. Průměr základny je cca 10 km, střední selenografické souřadnice jsou 5,0° S, 120,3° V, pojmenována je podle německého mužského jména Dieter.